# Grecia (Costa Rica)
Grecia ist eine Hauptstadt in der Provinz Alajuela des zentralamerikanischen Staates Costa Rica. 2011 hatte sie etwa 15.000 Einwohner.
Bekannt ist ihre 1854 erbaute Kirche Nuestra Señora de las Mercedes (Our Lady of Mercy). Die Beplankung besteht aus Stahl.

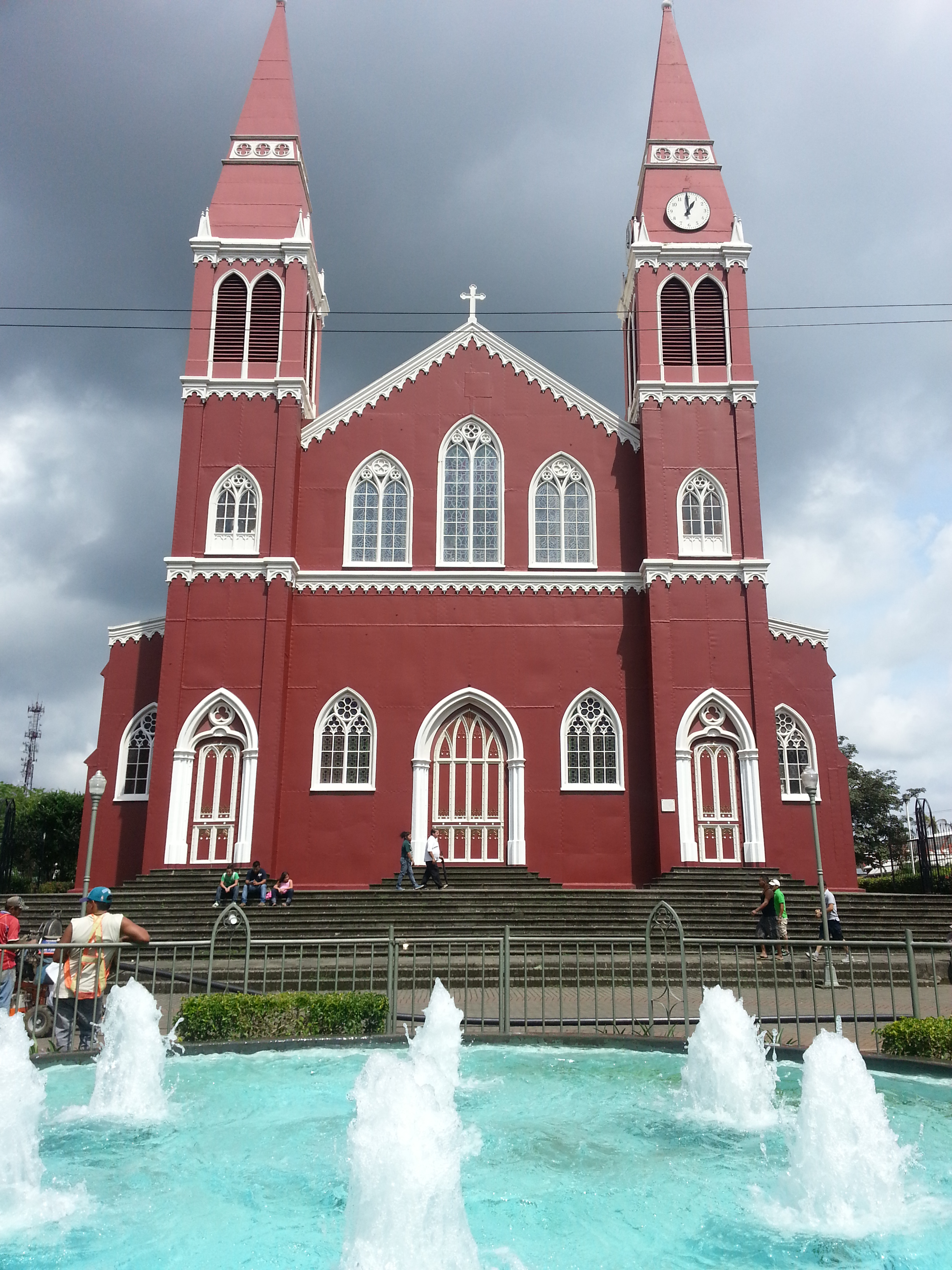
Nuestra Señora de las Mercedes
(Our Lady of Mercy), 2013